# ISO 3166-2:CZ
Kódy ISO 3166-2 pro Česko identifikují v roce 2018 celkem 13 českých krajů, 1 hlavní město a 76 okresů. První část (CZ) je mezinárodní kód pro Česko, druhá část sestává ze dvou číslic identifikujících kraj nebo ze tří číslic identifikujících okres.

## Změny
Kód byl zatím pětkrát aktualizován:
- Věstník I-2[1] z 21. 5. 2002 zavádí členění na 14 nových krajů.
- Věstník I-3[2] z 20. 8. 2002 opravuje název kraje Vysočina a abecední řazení.
- Věstník I-5[3] z 5. 9. 2003 opravuje název kraje Vysočina a Hlavního města Prahy a abecední řazení.
- Věstník I-9[4] z 28. 11. 2007 zavádí 91 okresů (76 okresů a 15 částí Prahy).
- Věstník II-1[5] z 3. 2. 2010 opravuje kódy krajů zpět na tvar CZ-XX,  řadí okresy podle abecedy.
- Ve vydání z 28. 9. 2016 došlo ke změně krátkého názvu země (na Czechia).[6]
- Ve vydání z 15. 11. 2016 došlo k přeznačení krajů písmenných kódů na číselné, změna označení Hlavního města Prahy z kraje na hlavní město, opravám pravopisu a typografie a změně několika kódů okresů.[6]
- Ve vydání z 26. 11. 2016 došlo k odstranění částí Prahy ze seznamu okresů.[6]
- Ve vydání ze 2. 3. 2020 došlo k opravě překlepů v názvech.[6]
- Ve vydání ze 24. 11. 2020 došlo k opravě zdrojového kódu.[6]

## Seznam kódů krajů
| kód   | kraj                 |
| ----- | -------------------- |
| CZ-31 | Jihočeský kraj       |
| CZ-64 | Jihomoravský kraj    |
| CZ-41 | Karlovarský kraj     |
| CZ-52 | Královéhradecký kraj |
| CZ-51 | Liberecký kraj       |
| CZ-80 | Moravskoslezský kraj |
| CZ-71 | Olomoucký kraj       |
| CZ-53 | Pardubický kraj      |
| CZ-32 | Plzeňský kraj        |
| CZ-10 | Hlavní město Praha   |
| CZ-20 | Středočeský kraj     |
| CZ-42 | Ústecký kraj         |
| CZ-63 | Kraj Vysočina        |
| CZ-72 | Zlínský kraj         |

## Seznam kódů okresů
Kódy okresů jsou strukturované a vycházejí z kódů Eurostatu CZ-NUTS. Před spojovníkem je kód státu a za spojovníkem první číslice označuje územní jednotku NUTS 2, druhá číslice pořadové číslo kraje (NUTS 3) v rámci jednotky NUTS 2 a třetí číslice pořadové číslo okresu (bývalé NUTS 4, zpravidla podle abecedního pořadí) v rámci kraje. 
| kód    | Název okresu        | kraj |
| ------ | ------------------- | ---- |
| CZ-100 | Hlavní město Praha  | PHA  |
| CZ-201 | Benešov             | ST   |
| CZ-202 | Beroun              | ST   |
| CZ-641 | Blansko             | JM   |
| CZ-642 | Brno-město          | JM   |
| CZ-643 | Brno-venkov         | JM   |
| CZ-801 | Bruntál             | MO   |
| CZ-644 | Břeclav             | JM   |
| CZ-511 | Česká Lípa          | LI   |
| CZ-311 | České Budějovice    | JC   |
| CZ-312 | Český Krumlov       | JC   |
| CZ-421 | Děčín               | US   |
| CZ-321 | Domažlice           | PL   |
| CZ-802 | Frýdek-Místek       | MO   |
| CZ-631 | Havlíčkův Brod      | VY   |
| CZ-645 | Hodonín             | JM   |
| CZ-521 | Hradec Králové      | KR   |
| CZ-411 | Cheb                | KA   |
| CZ-422 | Chomutov            | US   |
| CZ-531 | Chrudim             | PA   |
| CZ-512 | Jablonec nad Nisou  | LI   |
| CZ-711 | Jeseník             | OL   |
| CZ-522 | Jičín               | KR   |
| CZ-632 | Jihlava             | VY   |
| CZ-313 | Jindřichův Hradec   | JC   |
| CZ-412 | Karlovy Vary        | KA   |
| CZ-803 | Karviná             | MO   |
| CZ-203 | Kladno              | ST   |
| CZ-322 | Klatovy             | PL   |
| CZ-204 | Kolín               | ST   |
| CZ-721 | Kroměříž            | ZL   |
| CZ-205 | Kutná Hora          | ST   |
| CZ-513 | Liberec             | LI   |
| CZ-423 | Litoměřice          | US   |
| CZ-424 | Louny               | US   |
| CZ-206 | Mělník              | ST   |
| CZ-207 | Mladá Boleslav      | ST   |
| CZ-425 | Most                | US   |
| CZ-523 | Náchod              | KR   |
| CZ-804 | Nový Jičín          | MO   |
| CZ-208 | Nymburk             | ST   |
| CZ-712 | Olomouc             | OL   |
| CZ-805 | Opava               | MO   |
| CZ-806 | Ostrava-město       | MO   |
| CZ-532 | Pardubice           | PA   |
| CZ-633 | Pelhřimov           | VY   |
| CZ-314 | Písek               | JC   |
| CZ-324 | Plzeň-jih           | PL   |
| CZ-323 | Plzeň-město         | PL   |
| CZ-325 | Plzeň-sever         | PL   |
| CZ-209 | Praha-východ        | ST   |
| CZ-20A | Praha-západ         | ST   |
| CZ-315 | Prachatice          | JC   |
| CZ-713 | Prostějov           | OL   |
| CZ-714 | Přerov              | OL   |
| CZ-20B | Příbram             | ST   |
| CZ-20C | Rakovník            | ST   |
| CZ-326 | Rokycany            | PL   |
| CZ-524 | Rychnov nad Kněžnou | KR   |
| CZ-514 | Semily              | LI   |
| CZ-413 | Sokolov             | KA   |
| CZ-316 | Strakonice          | JC   |
| CZ-533 | Svitavy             | PA   |
| CZ-715 | Šumperk             | OL   |
| CZ-317 | Tábor               | JC   |
| CZ-327 | Tachov              | PL   |
| CZ-426 | Teplice             | US   |
| CZ-525 | Trutnov             | KR   |
| CZ-634 | Třebíč              | VY   |
| CZ-722 | Uherské Hradiště    | ZL   |
| CZ-427 | Ústí nad Labem      | US   |
| CZ-534 | Ústí nad Orlicí     | PA   |
| CZ-723 | Vsetín              | ZL   |
| CZ-646 | Vyškov              | JM   |
| CZ-724 | Zlín                | ZL   |
| CZ-647 | Znojmo              | JM   |
| CZ-635 | Žďár nad Sázavou    | VY   |